# UVERworld KING'S PARADE 2017 Saitama Super Arena
『UVERworld KING'S PARADE 2017 Saitama Super Arena』（ウーバーワールド キングズ オブ パレード 2017 サイタマ アリーナ）は、UVERworldの14枚目のライブDVDである。2018年3月14日にgr8!records (SME) より発売された。同時に、Blu-ray Disc版も発売された。

## 概要
2017年2月11日にさいたまスーパーアリーナで行われたアーティスト史上最多2万3000人の男性限定ライブ「男祭り」が収録されている。

## 仕様
初回仕様限定盤にはプレイパスが封入されておりスリーブケース、フォトブックレットが付属している。

## 収録曲
1. TYCOON
2. エミュー
3. Don't Think. Feel
4. Collide
5. WE ARE GO
6. 7th Trigger
7. Forever Young feat.UVERworld
8. KINJITO
9. Fight For Liberty
10. 一滴の影響
11. ALL ALONE
12. 23ワード
13. NO.1
14. 君の好きなうた
15. バーベル〜皇帝の新しい服ver.〜
16. over the stoic〜和音
17. スパルタ
18. CORE PRIDE
19. PRAYING RUN
20. ナノ・セカンド
21. 零HERE〜SE〜
22. IMPACT
23. LONE WOLF
24. 7日目の決意
25. MONDO PIECE